# Megaforce Records
Megaforce Records — американський лейбл звукозапису, заснований Джоном Зазула і його дружиною Маршою. Найбільше відомий завдяки випуску дебютного альбому гурту Metallica під назвою Kill 'Em All, Megaforce Records вивів багатьох маловідомих виконавців треш-металу на велику сцену. 'Джонні Z' (як він воліє називатися) — легендарна особистість на метал-сцені Східного узбережжя та понині.
На самому початку 80-х Джонні Z і Marsha завоювали широку популярність, відкривши магазин з продажу андеграунд-записів, що спеціалізувався на імпорті рідкісних та маловідомих метал-записів. Одного разу Джонні Z виявив у себе захопленість тим, що згодом назавжди змінить весь напрямок метал-музики. Це був демозапис на касеті місцевого гурту, відомого як Metallica. Джонні Z був вражений та одразу знайшов номер телефону, вказаний на обкладинці касети. Він подзвонив та залишив повідомлення, а пізніше вночі йому передзвонив ударник гурту Ларс Ульріх. Джонні Z в той час організовував велике число метал-концертів в області Нью-Йорка/Нью-Джерсі, і вирішив просувати гурт на Східному узбережжі.
Megaforce Records з'явився 1982 року в будинку однієї родини, розташованому в передмісті Олд-Брідж, Нью-Джерсі. Цей будинок у той час служив одночасно і студією звукозапису, і тимчасовим притулком для будь-якого гурту району. Джон і Марша брали активну участь у становленні таких треш-метал гуртів як Anthrax, King's X, Merciful Fate, Ministry, Overkill, S.O.D. і Testament. Джон і Марша пішли з компанії 2001 року і продовжили свою діяльність в незалежному бізнесі.
Megaforce Records здійснює дистрибуцію в США через Sony Music Entertainment / RED Distribution. MRI — споріднена компанія-дистриб'ютор, що займається випуском записів різноманітних виконавців, як наприклад, The Verve, Willie Nelson, Andrew Bird, Third Eye Blind і безліч інших, включаючи невеликий гурт з Фредрік-Колорадо під назвою Lost Point. Кайл Саттон, провідний гітарист гурту і за сумісництвом її лідер, стверджував, що дуже задоволений можливістю, що представилася.

## Список (поточні та колишні виконавці)

### Виконавці, що грають метал
- Anthrax

- Blessed Death
- Blue Cheer
- Brendon Small
- Frehley's Comet
- Eric Steel
- Exciter
- Fozzy
- Grave Digger
- Icon
- King's X
- Living Colour
- Lucy Brown
- Manowar
- Mercyful Fate
- Metallica
- Ministry
- M.O.D.
- Mushroomhead

- Overkill
- Prophet
- Raven
- Skatenigs
- Skid Row
- Stormtroopers of Death (S.O.D)
- Sweaty Nipples
- Testament
- Trust
- T.T. Quick
- Vio-lence

### Виконавці, що не грають метал
- Ace Frehley
- Bad Brains
- Björk
- Blue October
- Das Racist
- Heems[1]
- Disco Biscuits
- Hank Williams III
- Lostprophets
- Meat Puppets
- They Might Be Giants
- Third Eye Blind
- Tribe After Tribe
- Truth & Salvage Co.
- Warren Haynes
- Wellwater Conspiracy
- Johnny Winter